# ماتزانو رومانو
ماتزانو رومانو (به ایتالیایی: Mazzano Romano) یک کومونه در ایتالیا است که در استان رم واقع شده‌است.

## خصوصیات
ماتزانو رومانو ۲۸٫۹ کیلومترمربع مساحت و ۲٬۷۸۹ نفر جمعیت دارد و ۲۰۰ متر بالاتر از سطح دریا واقع شده‌است.